# Goodyerinae
Die Goodyerinae, oft als Netzblattorchideen oder Juwelorchideen bezeichnet, sind eine Subtribus der Gattung Netzblatt (Goodyera) aus der Familie der Orchideen. Die etwa 36 Gattungen mit circa 425 Arten sind fast weltweit verbreitet.

## Beschreibung

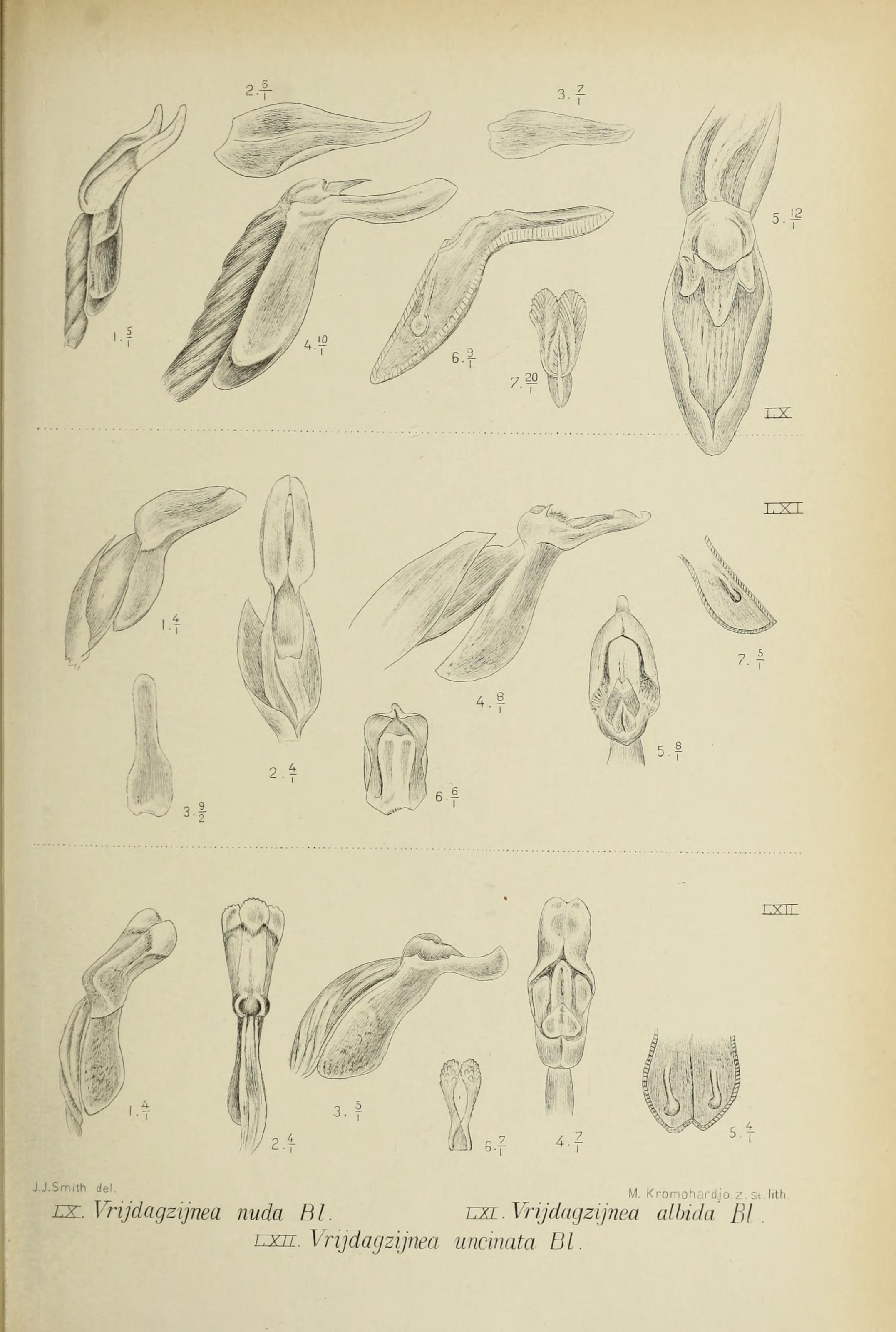
Illustration der Blüten von Vrydagzynea albida (Fig. LXI, Mitte), Vrydagzynea nuda (Fig. LX, oben) und Vrydagzynea uncinata (Fig. LXII, unten)

### Vegetative Merkmale
Es handelt sich um ausdauernde, krautige Pflanzen. Die Wuchshöhe variiert je nach Art von wenigen Zentimetern (z. B. Macodes petola) bis zu zwei Metern (Aspidogyne gigantea). Die terrestrischen oder seltener auch epiphytischen Pflanzen besitzen ein kriechendes, oft fleischiges Rhizom, das sich meist in den oberen Bodenschichten oder der Moosschicht befindet. Die Internodien des Rhizoms sind ungefähr gleich lang, gelegentlich ist das Rhizom durch Einschnürungen an den Nodien segmentiert. Die meist stark haarigen Wurzeln sind ebenfalls fleischig und bei einigen Arten von Velamen umhüllt. Sie entspringen den Nodien entlang des Rhizoms. Selten sind die Pflanzen wurzellos (einige mykoheterotrophe Arten), oder die Wurzeln sind durch Rhizoide ersetzt (Aenhenrya rotundifolia, einige Cheirostylis-Arten).
Oberirdisch trägt der Stängel einige spiralig angeordnete Laubblätter, die meist im unteren Bereich zu einer Rosette verdichtet sind, seltener sind sie gleichmäßig am Stängel verteilt. Die Form der Blattspreite reicht von lanzettlich bis fast rund. Neben grünen Blättern kommen auch rötliche, braune bis fast schwarze vor. Oft sind die Blätter mit andersfarbigen -weißen, gelben oder rötlichen – Adern oder Flecken gezeichnet. Die Laubblätter sind sitzend oder häufig gestielt. Die Blattbasen umfassen den Stängel, es gibt kein Trenngewebe zwischen Blattgrund und Spreite.
Einige mykotrophe Arten besitzen keine grünen Blätter, sondern nur bräunliche, schuppenartige Niederblätter.

### Generative Merkmale
Über den Laubblättern setzt sich die Sprossachse als traubenförmiger Blütenstand fort. Zwischen Laubblättern und Blüten sitzen einige Hochblätter an der Blütenstandsachse. Die Blüten sind meist resupiniert, eher klein, weiß oder grünlich gefärbt. Der Fruchtknoten ist zylindrisch bis spindelförmig und manchmal verdreht. Die zwittrigen Blüten sind zygomorph und dreizählig. Die drei äußeren Blütenhüllblätter sind meist frei. Das obere Sepal ist konkav, ihm haften die seitlichen Petalen an; zusammen bilden sie eine Haube über der Blüte. Die seitlichen Sepalen sind an der Basis oft schief und umschließen die Lippe. Die Lippe selbst ist am Grund meist mit der Säule verwachsen und bildet eine Vertiefung, die in ihrer Form von einem deutlichen Sporn bis zu einer flachen schüsselförmigen Ausbuchtung reichen kann. Das Staubblatt liegt parallel zur Säulenachse. Es enthält zwei keulenförmige Pollinien, die jeweils durch eine Längsfurche mehr oder weniger zweigeteilt sind. Der Pollen ist in mehreren kleinen Pollenbröcken (Massulae) zusammenhaftend. Über Stielchen aus Pollenmasse oder aus Gewebe der Säule sind sie mit einer gemeinsamen Klebscheibe (Viscidium) verbunden. Die Narbe besteht aus einer oder zwei getrennten Flächen.

## Systematik, botanische Geschichte und Verbreitung
Diese Gruppe von Gattungen wurde schon von Lindley unter dem – allerdings ungültigen – Namen Physurideae zusammengefasst. Klotzsch verwendete erstmals 1846 die Gattung Goodyera als Namensgeber für ihre weitere Verwandtschaft. Häufig werden zwei Gruppen innerhalb der Subtribus unterschieden: solche mit einer oder mit zwei Narbenflächen. Szlachetko geht noch weiter, indem er die Gattungen drei verschiedenen Subtriben zuordnet.
Die Gattung Pachyplectron wurde von Schlechter 1926 in eine eigene Subtribus Pachyplectroninae gestellt. Die Wurzeln entspringen überwiegend büschelweise an der Basis des Stängels, nicht entlang des Rhizoms. Genetische Untersuchungen haben gezeigt, dass Pachyplectron das Schwestertaxon zu allen anderen Goodyerinae darstellt und mit diesen nahe verwandt ist.
Fossil ist die Art Meliorchis caribea bekannt, die von ihren Entdeckern in die Subtribus Goodyerinae gestellt wird. Anhand des Alters des Fossils kann das Alter der Subtribus Goodyerinae auf mindestens 15 bis 20 Millionen Jahre bestimmt werden.
Die etwa 36 Gattungen mit circa 425 Arten sind fast weltweit verbreitet. Die meisten Arten stammen aus dem tropischen Asien. In Europa kommen nur zwei Arten vor: das Kriechende Netzblatt (Goodyera repens) und endemisch auf Madeira das Großblättrige Netzblatt (Goodyera macrophylla).

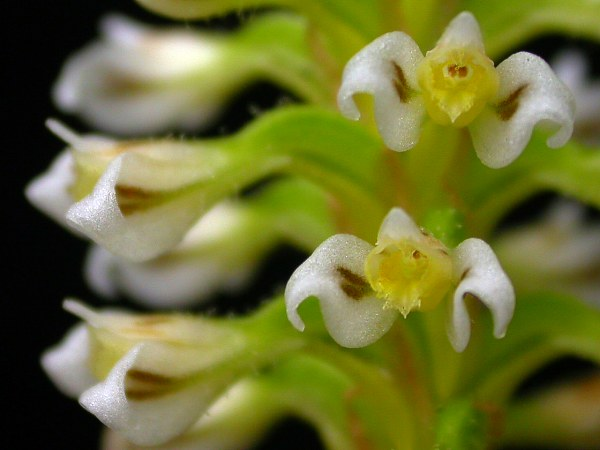
Aspidogyne fimbrillaris

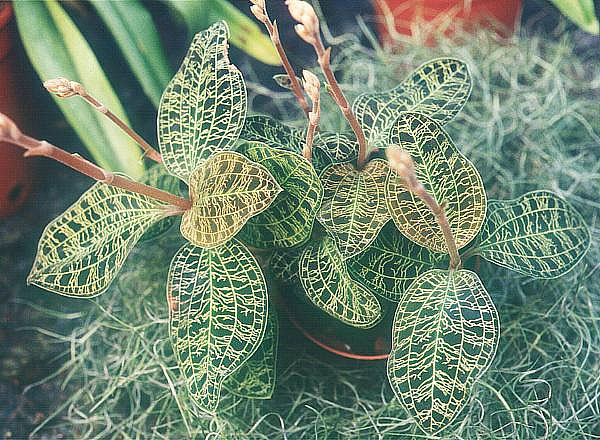
Macodes petola

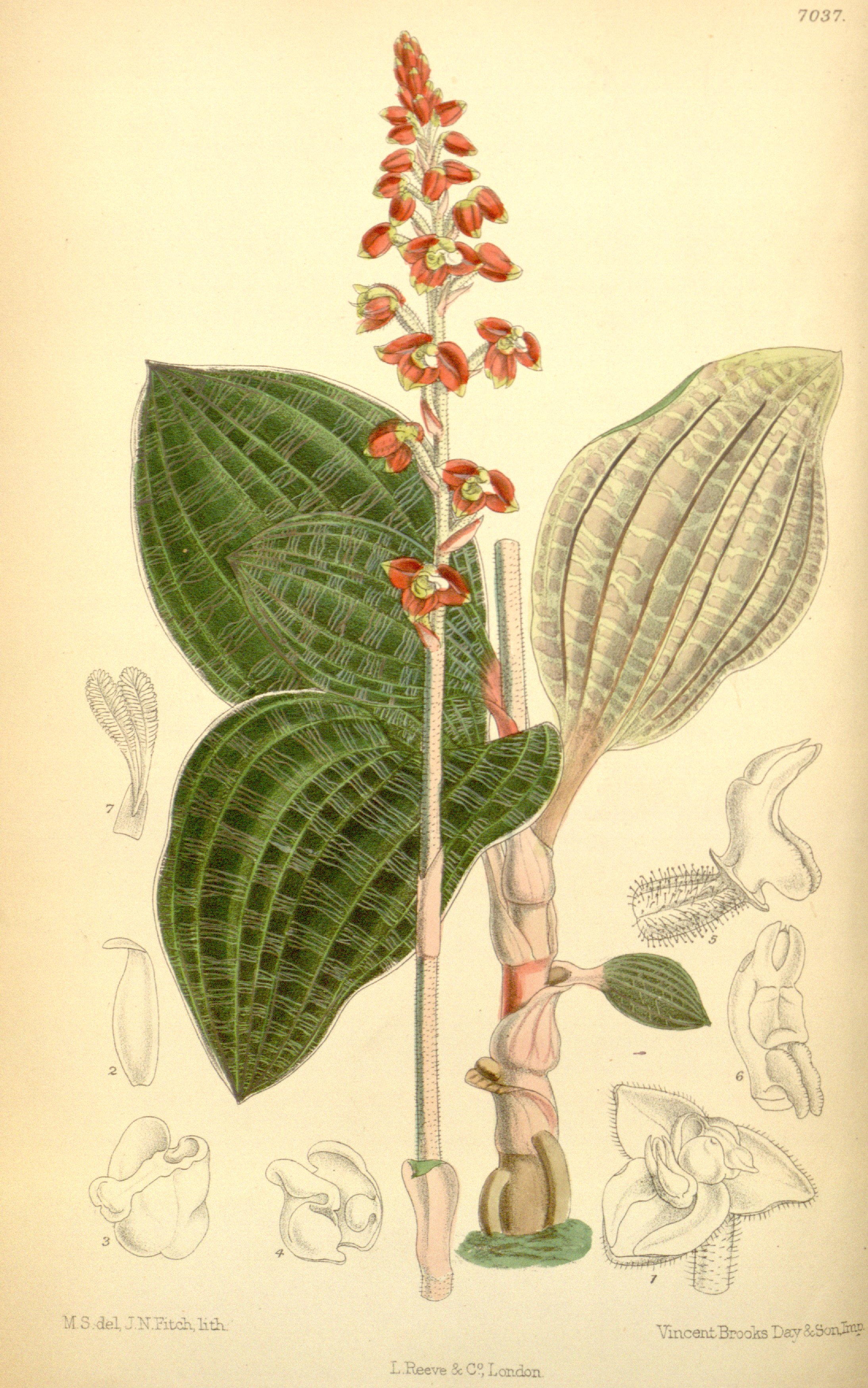
Illustration von Macodes petola

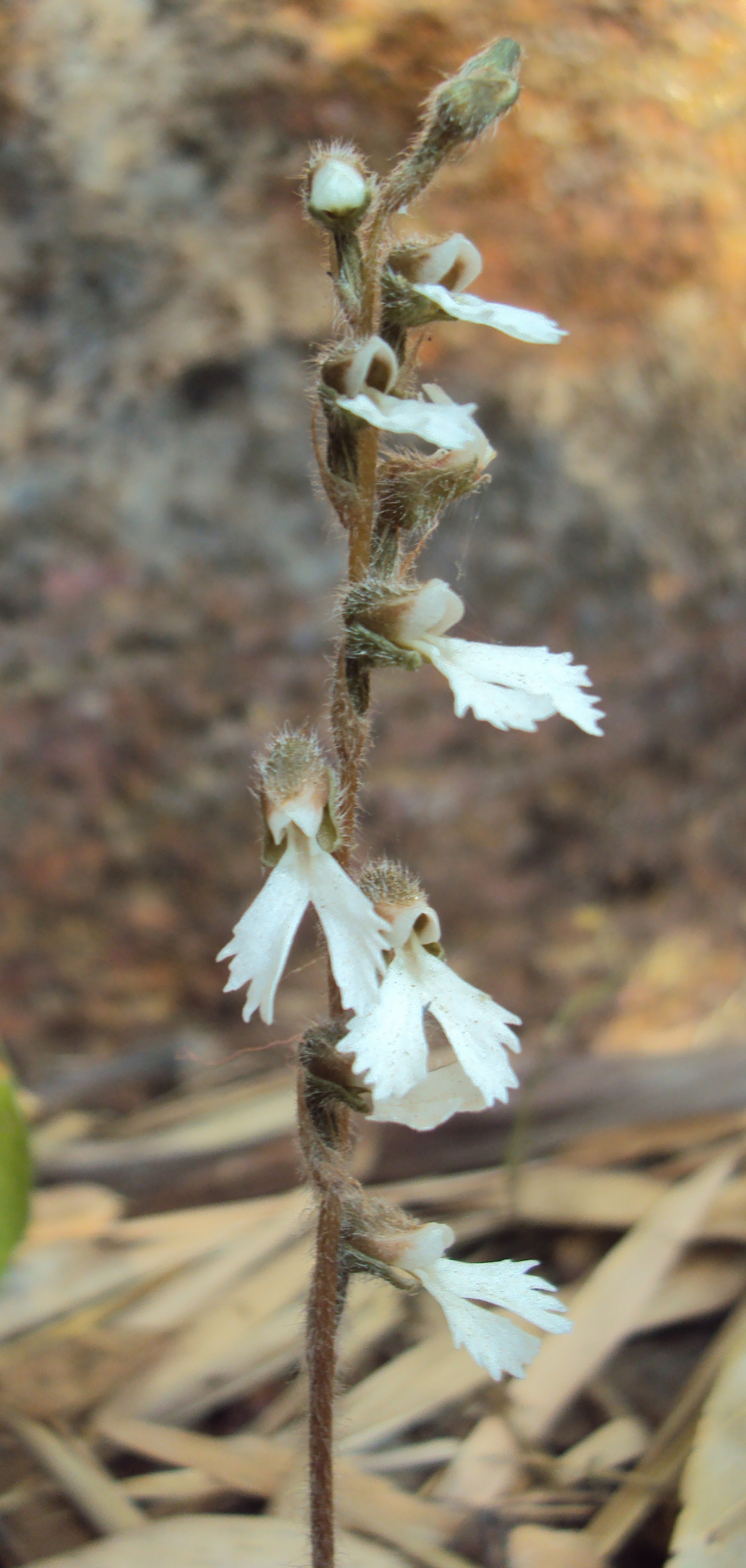
Zeuxine longilabris

Es gibt etwa 36 Gattungen mit circa 425 Arten:
- Aenhenrya Gopalan: Es gibt nur eine Art:[2]
  - Aenhenrya rotundifolia (Blatt.) C.S.Kumar & F.N.Rasm.: Sie kommt nur im südlichen Indien vor.[2]
- Anoectochilus Blume
- Aspidogyne Garay (Syn.: Ligeophila Garay, Platythelys Garay, Rhamphorhynchus Garay)
- Chamaegastrodia Makino & F.Maek.
- Cheirostylis Blume
- Cystorchis Blume
- Danhatchia Garay & Christenson: Es gibt nur eine Art:[2]
  - Danhatchia australis (Hatch) Garay & Christenson
- Dossinia C.Morren: Es gibt nur eine Art:[2]
  - Dossinia marmorata C.Morren
- Erythrodes Blume
- Eurycentrum Schltr.
- Gonatostylis Schltr.
- Netzblatt (Goodyera R.Br.), mit dem in Mitteleuropa heimischen Kriechenden Netzblatt (Goodyera repens (L.) R.Br.)
- Halleorchis Szlach. & Olszewski: Es gibt nur eine Art:[2]
  - Halleorchis aspidogynoides Szlach. & Olszewski: Sie kommt in Kamerun und in Gabun vor.[2]
- Herpysma Lindl.: Es gibt nur eine Art:[2]
  - Herpysma longicaulis Lindl.: Sie kommt vom Himalaja bis zum westlichen Yunnan und bis Sumatra vor.[2]
- Hetaeria Blume
- Hylophila Lindl.
- Kreodanthus Garay
- Kuhlhasseltia J.J. Sm.
- Lepidogyne Blume: Es gibt nur eine Art:[2]
  - Lepidogyne longifolia (Blume) Blume: Sie kommt von Malesien bis Neuguinea vor.[2]
- Ludisia A. Rich.: Es gibt seit 2013 zwei Arten:[2]
  - Ludisia discolor (Ker Gawl.) A.Rich.: Sie kommt vom südlichen China bis nach Sumatra und bis zu den Philippinen vor.[2]
  - Ludisia ravanii Cootes & G.Tiong: Sie wurde 2013 aus den Philippinen erstbeschrieben.[2]
- Macodes Lindl.
- Microchilus C.Presl
- Myrmechis Blume
- Odontochilus Blume
- Orchipedum Breda
- Pachyplectron Schltr.
- Papuaea Schltr.: Es gibt nur eine Art:[2]
  - Papuaea reticulata Schltr.: Sie kommt nur auf Papua-Neuguinea vor.[2]
- Platylepis A. Rich.: Die etwa 19 Arten sind in Afrika, auf Inseln im westlichen Indischen Ozean und von den Molukken bis zu Inseln des südlichen Pazifik verbreitet.[2]
- Rhomboda Lindl.: Die etwa 23 Arten sind vom tropischen und subtropischen Asien bis zu Inseln des südwestlichen Pazifik verbreitet.[2]
- Stephanothelys Garay: Die etwa fünf Arten sind im westlichen Südamerika verbreitet.[2]
- Vrydagzynea Blume: Die etwa 44 Arten sind vom tropischen und subtropischen Asien bis zu Inseln im westlichen Pazifik verbreitet.[2]
- Zeuxine Lindl.: Die etwa 76 Arten sind vom tropischen Afrika bis Zentralasien und auf Inseln im westlichen Pazifik verbreitet.[2]

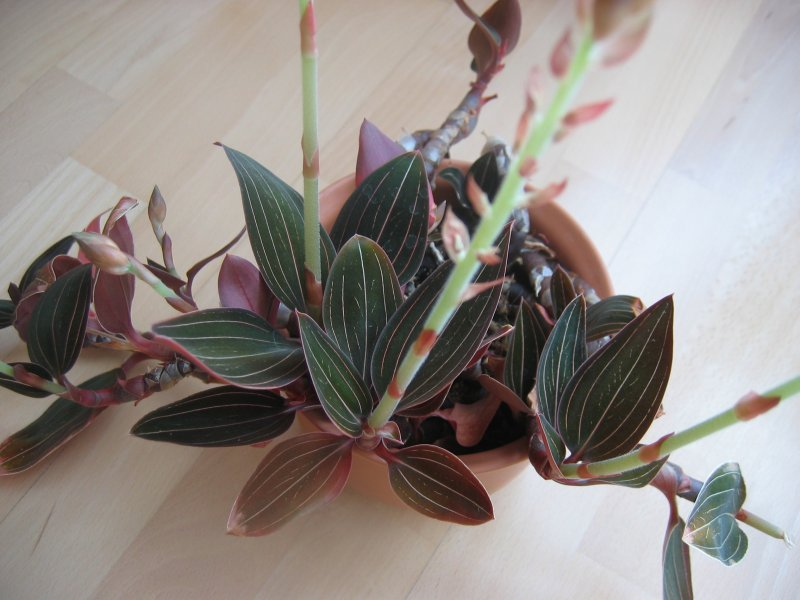
Von Ludisia discolor die Sorte ‘Dawsoniana’

## Nutzung
Die Juwelorchideen werden hauptsächlich wegen der attraktiven Laubblätter als Zierpflanzen kultiviert, die Blüten sind im Gegensatz zu den meisten Orchideen nicht besonders groß und meist unauffällig gefärbt.
Die bei einigen Arten im Licht glitzernde Blattzeichnung führte zu der Bezeichnung Juwelorchideen.
Die am häufigsten erhältliche Art ist Ludisia discolor. Seltener sind Arten der Gattungen Goodyera, Anoectochilus und Macodes bei Orchideengärtnern zu finden. Zu den Juwelorchideen werden oft noch andere Arten mit auffälligen Laubblättern gezählt, darunter verschiedene Arten aus den Gattungen Malaxis oder Oeceoclades, beide gehören jedoch anderen Unterfamilien der Orchideen an.

## Belege
Die Informationen dieses Artikels stammen überwiegend aus: